# Chozas de Canales
Chozas de Canales ist ein Ort und eine zentralspanische Gemeinde (municipio) mit 4.887 Einwohnern (Stand: 2024) in der Provinz Toledo im Norden der Autonomen Gemeinschaft Kastilien-La Mancha. 

## Lage und Klima
Chozas de Canales liegt etwa 55 km (Fahrtstrecke) südwestlich von Madrid und etwa 24 km nördlich von Toledo in der historischen Provinz La Mancha in einer Höhe von ca. 555 m. Der Río Guadarrama fließt am Ostrand der Gemeinde entlang. 
Das Klima im Winter ist rau, im Sommer dagegen trocken und warm; der spärliche Regen (ca. 447 mm/Jahr) fällt überwiegend in den Wintermonaten.

## Bevölkerungsentwicklung
| Jahr      | 1970 | 1981 | 1991 | 2001 | 2011 | 2021 |
| Einwohner | 1056 | 902  | 922  | 1078 | 3988 | 4335 |

Trotz der zunehmenden Mechanisierung der Landwirtschaft und der Aufgabe bäuerlicher Kleinbetriebe ist die Bevölkerung – hauptsächlich durch Zuwanderung – seit den 2000er Jahren deutlich angestiegen.

## Sehenswürdigkeiten
- Magdalenenkirche (Iglesia de San María Magdalena) aus dem 15. Jahrhundert
- Christuskapelle

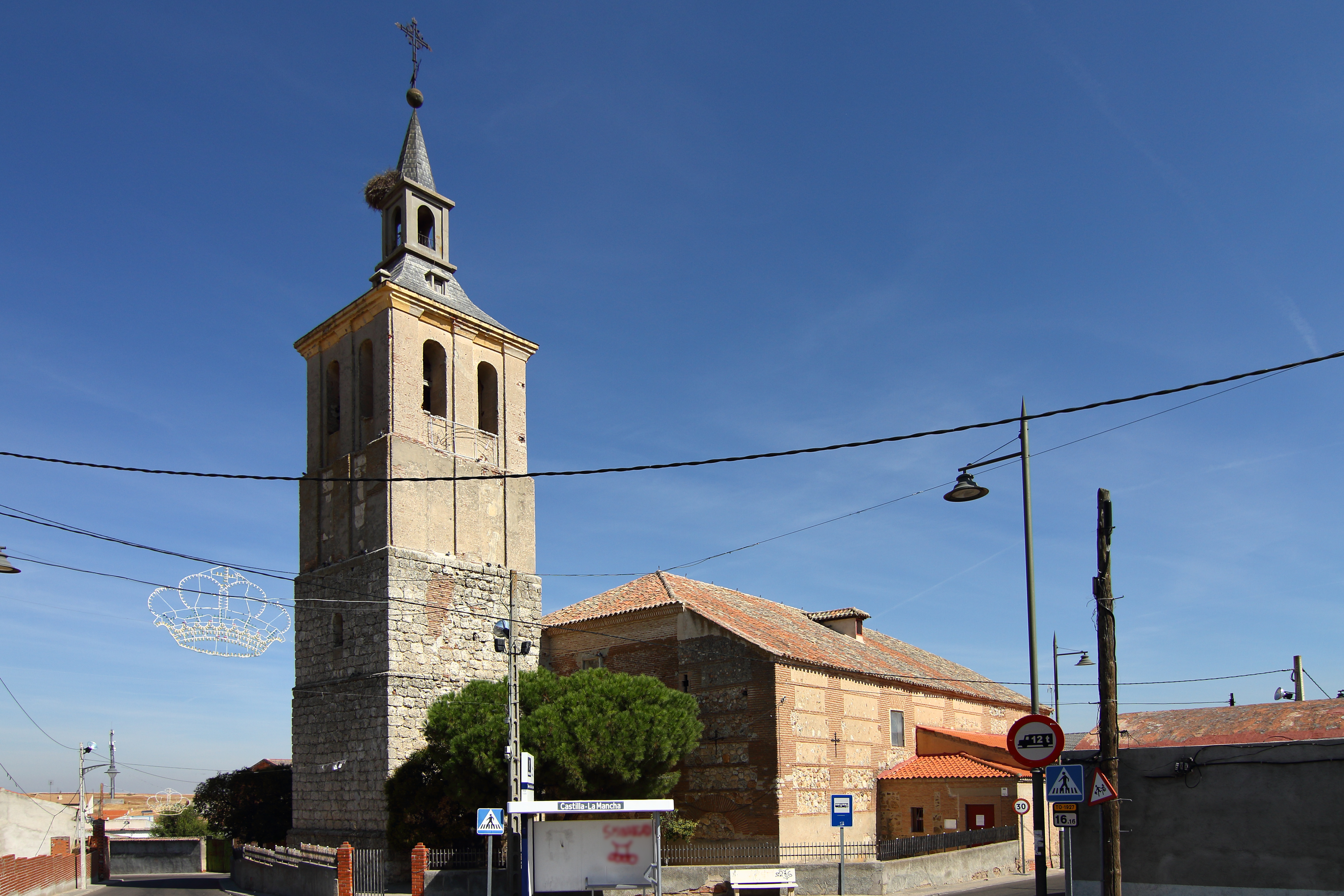
Magdalenenkirche
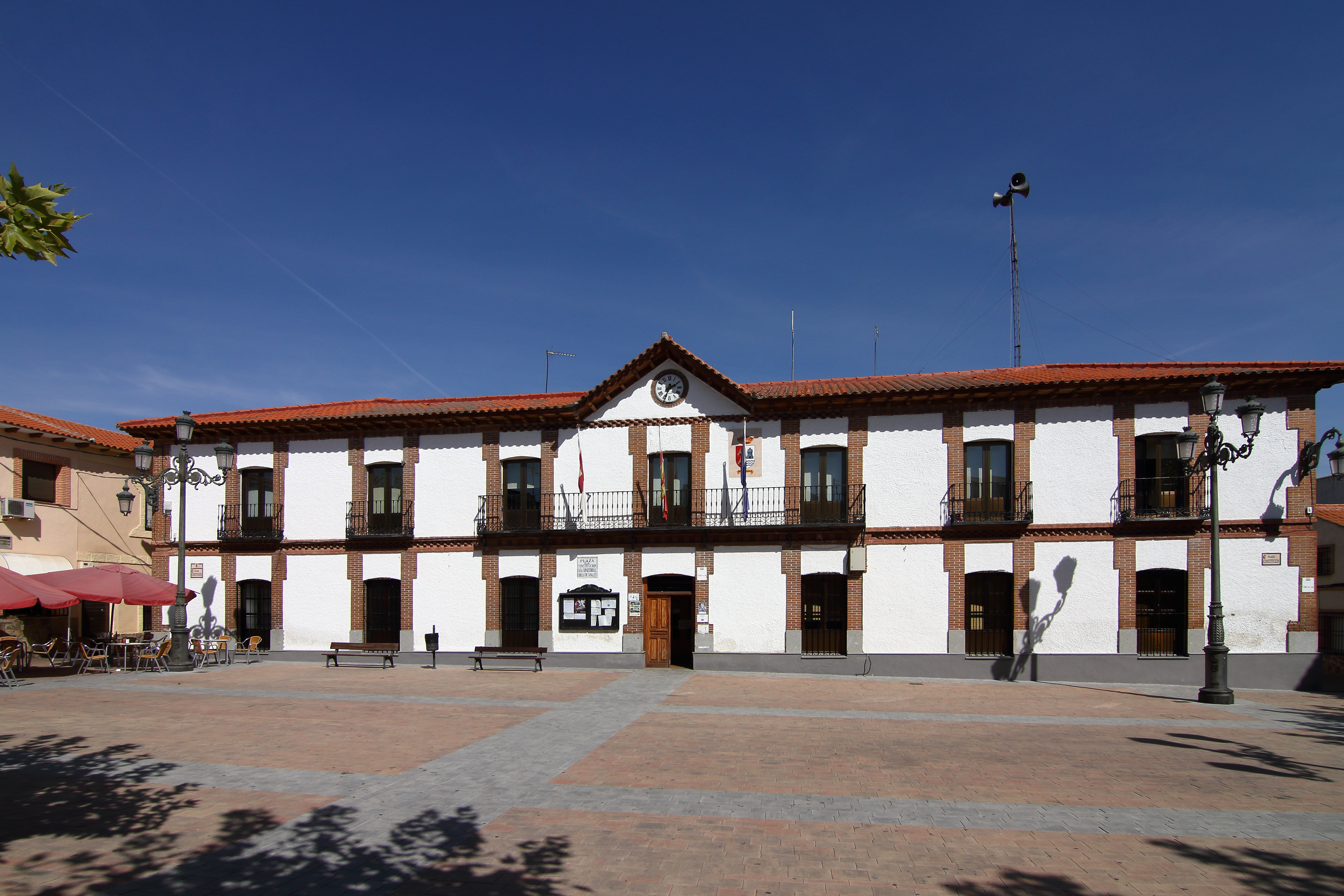
Rathaus